# Deportivo Alavés 2020-2021
Questa voce raccoglie le informazioni riguardanti il Deportivo Alavés nelle competizioni ufficiali della stagione 2020-2021.

## Maglie e sponsor
| Casa | Trasferta | Terza maglia |

Sponsor ufficiale: Betway
Fornitore tecnico: Kelme

## Organico

### Rosa
In corsivo i calciatori ceduti durante la stagione
| N. |                      | Ruolo | Calciatore        |
| -- | -------------------- | ----- | ----------------- |
| 1  | Spagna (bandiera)    | P     | Fernando Pacheco  |
| 2  | Spagna (bandiera)    | D     | Tachi             |
| 3  | Spagna (bandiera)    | D     | Rubén Duarte      |
| 4  | Brasile (bandiera)   | D     | Rodrigo Ely       |
| 5  | Spagna (bandiera)    | D     | Víctor Laguardia  |
| 6  | Argentina (bandiera) | C     | Rodrigo Battaglia |
| 7  | Spagna (bandiera)    | A     | Lucas Pérez       |
| 8  | Spagna (bandiera)    | C     | Tomás Pina Isla   |
| 9  | Spagna (bandiera)    | A     | Joselu            |
| 10 | Svezia (bandiera)    | A     | John Guidetti     |
| 11 | Spagna (bandiera)    | A     | Luis Rioja        |
| 13 | Spagna (bandiera)    | P     | Antonio Sivera    |
| 14 | Brasile (bandiera)   | C     | Deyverson         |
| 16 | Spagna (bandiera)    | C     | Édgar Méndez      |
| 17 | Spagna (bandiera)    | D     | Adrián Marín      |
| 17 | Spagna (bandiera)    | A     | Iñigo Córdoba     |
| 18 | Spagna (bandiera)    | A     | Burgui            |

| N. |                       | Ruolo | Calciatore             |
| -- | --------------------- | ----- | ---------------------- |
| 19 | Spagna (bandiera)     | C     | Manu García (capitano) |
| 20 | Spagna (bandiera)     | C     | Pere Pons              |
| 21 | Spagna (bandiera)     | D     | Martín Aguirregabiria  |
| 22 | Francia (bandiera)    | D     | Florian Lejeune        |
| 23 | Spagna (bandiera)     | D     | Ximo Navarro           |
| 24 | Spagna (bandiera)     | C     | Jota                   |
| 26 | Spagna (bandiera)     | D     | Javi López             |
| 27 | Spagna (bandiera)     | C     | Sergi García           |
| 28 | Spagna (bandiera)     | C     | Pepe Blanco            |
| 29 | Spagna (bandiera)     | C     | Borja Sainz            |
| 30 | Mauritania (bandiera) | C     | Abdallahi Mahmoud      |
| 31 | Spagna (bandiera)     | P     | Aritz Castro           |
| 36 | Marocco (bandiera)    | D     | Abdel Abqar            |
| 37 | Portogallo (bandiera) | D     | Tomás Tavares          |
| 37 | Uruguay (bandiera)    | C     | Facundo Pellistri      |
| 39 | Camerun (bandiera)    | D     | Stephane Paul Keller   |

## Calciomercato

### Sessione estiva
| Acquisti         | Acquisti          | Acquisti          | Acquisti      |
| R.               | Nome              | da                | Modalità      |
| ---------------- | ----------------- | ----------------- | ------------- |
| A                | Jota              | Aston Villa       | gratuito      |
| D                | Carlos Isaac      | Atlético Madrid B | gratuito      |
| D                | Tomás Tavares     | Benfica           | prestito      |
| D                | Florian Lejeune   | Newcastle Utd     | prestito      |
| C                | Rodrigo Battaglia | Sporting Lisbona  | prestito      |
| A                | Deyverson         | Palmeiras         | prestito      |
| Altre operazioni |                   |                   |               |
| R.               | Nome              | da                | Modalità      |
| A                | Ermedin Demirović | San Gallo         | fine prestito |
| A                | Patrick Twumasi   | Gaziantep         | fine prestito |
| A                | John Guidetti     | Hannover 96       | fine prestito |
| A                | Burgui            | Real Saragozza    | fine prestito |
| P                | Antonio Sivera    | Almería           | fine prestito |
| A                | Ramón Miérez      | Tenerife          | fine prestito |
| D                | Saúl García       | Rayo Vallecano    | fine prestito |
| D                | Adrián Diéguez    | Alcorcón          | fine prestito |
| D                | Olivier Verdon    | Eupen             | fine prestito |
| C                | Javi Muñoz        | Tenerife          | fine prestito |
| A                | Anderson Cruz     | Fuenlabrada       | fine prestito |

| Cessioni         | Cessioni          | Cessioni       | Cessioni                   |
| R.               | Nome              | a              | Modalità                   |
| ---------------- | ----------------- | -------------- | -------------------------- |
| A                | Ermedin Demirović | Friburgo       | definitivo (3,7 milioni €) |
| A                | Patrick Twumasi   | Gaziantep      | definitivo (700 mila €)    |
| C                | Jeando Fuchs      | Dundee Utd     | definitivo (480 mila €)    |
| D                | Adrián Diéguez    | Fuenlabrada    | n.d.                       |
| A                | Anderson Cruz     | Bolívar        | n.d.                       |
| A                | Ramón Miérez      | Osijek         | prestito                   |
| D                | Saúl García       | Sporting Gijón | prestito                   |
| D                | Olivier Verdon    | Ludogorec      | prestito                   |
| A                | Puma              | Lugo           | prestito                   |
| A                | Rafa Navarro      | Lugo           | prestito                   |
| C                | Javi Muñoz        | Mirandés       | prestito                   |
| D                | Carlos Isaac      | Albacete       | prestito                   |
| C                | Antonio Perera    | Istria 1961    | prestito                   |
| Altre operazioni |                   |                |                            |
| R.               | Nome              | a              | Modalità                   |
| D                | Lisandro Magallán | Ajax           | fine prestito              |
| A                | Oliver Burke      | West Bromwich  | fine prestito              |
| C                | Víctor Camarasa   | Real Betis     | fine prestito              |
| A                | Deyverson         | Palmeiras      | fine prestito              |
| A                | Aleix Vidal       | Siviglia       | fine prestito              |
| C                | Ljubomir Fejsa    | Benfica        | fine prestito              |
| C                | Ismael Gutiérrez  | Real Betis     | fine prestito              |
| P                | Roberto           | West Ham Utd   | fine prestito              |

#### Sessione invernale
| Acquisti | Acquisti          | Acquisti        | Acquisti   |
| R.       | Nome              | a               | Modalità   |
| -------- | ----------------- | --------------- | ---------- |
| A        | Facundo Pellistri | Manchester Utd  | prestito   |
| A        | Iñigo Córdoba     | Athletic Bilbao | prestito   |
| P        | Fabrice Ondoa     |                 | svincolato |

| Cessioni | Cessioni      | Cessioni    | Cessioni      |
| R.       | Nome          | a           | Modalità      |
| -------- | ------------- | ----------- | ------------- |
| D        | Adrián Marín  | Granada     | gratuito      |
| P        | Fabrice Ondoa | Istria 1961 | prestito      |
| D        | Tomás Tavares | Benfica     | fine prestito |